# Suriname-Guyana Kamer van Koophandel
De Suriname-Guyana Kamer van Koophandel (SGCC) is een handelskamer die als doel heeft de economische banden tussen Suriname en Guyana te versterken. De lancering van de SGCC vond plaats op 24 februari 2024.
Op 30 augustus 2023 werd de eerste virtuele vergadering gehouden met vertegenwoordigers uit het Surinaamse en Guyaanse bedrijfsleven. De vergadering werd georganiseerd door Henna Soerdjoesing, de directeur Internationale Zaken van het Surinaamse ministerie van BIBIS. Enkele van de andere aanwezigen waren minister Albert Ramdin van BIBIS en Guyaans ambassadeur Virjanand Depoo. Op 3 januari 2024 werd Rahul Lildhar gepresenteerd als de nieuwe bestuursvoorzitter (CEO) naar buiten gebracht.
Naast onderlinge handelsrelaties bevordert de SGCC handelscontacten op buitenlandse evenementen, zoals in mei 2024 in Houston, Texas, tijdens de Offshore Technology Conference (OTC). Tijdens de inaugurele onderlinge handelsevenement van 5 tot 9 juni 2024, ontvangt Paramaribo de grootste Guyaanse handelsdelegatie ooit. In juli 2024 tekende de financieringsarm van de overheid, de Suriname Investment and Trade Agency (SITA), een memorandum van overeenstemming voor samenwerking met de Suriname-Guyana Kamer van Koophandel. Van 17 tot 20 juni 2025 vertegenwoordige de SGCC in een paviljoen op de energieconferentie SEOGS in Paramaribo veertien Surinaamse en Guyaanse bedrijven onder het motto Samen staan we sterker. Voor directeur Rahul Lildhar was dit een trots moment omdat het liet zien dat de Kamer als bruggenbouwer kan optreden.
In december 2024 riep de SGCC op om dringend een oplossing te zoeken voor het geschil rond de grenzen van het Tigri-gebied. Door uitspraken van de Guyaanse president Irfaan Ali was de discussie over het gebied weer opgelaaid. Minister Albert Ramdin van Buitenlandse Zaken (BIBIS) riep had eind november de Guyaanse ambassadeur Virjanand Depoo hiervoor op het matje geroepen. Als tegenreactie ontbood de Guyanese minister Hugh Todd de Surinaamse ambassaeur Liselle Blankendal.